# Steinkreis von Easthill

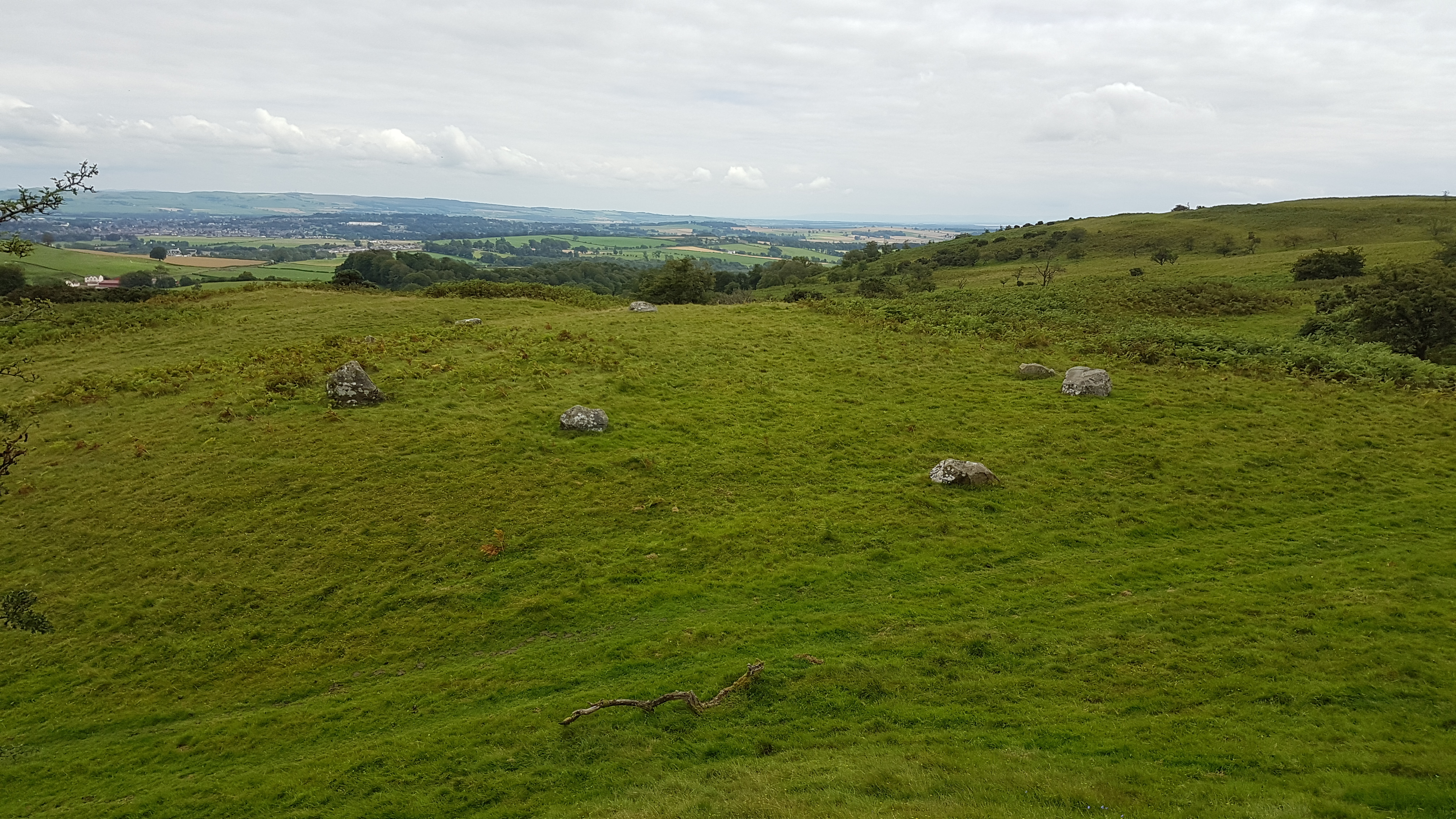
Steinkreis von Easthill

Der Steinkreis von Easthill (auch the Seven Grey Stanes, Hills Tower oder Eastmill Farm genannt) ist ein kleiner ovaler Steinkreis südwestlich von Dumfries in Dumfries and Galloway in Schottland. 
Der Steinkreis liegt auf einer Plattform. Acht von wahrscheinlich zehn Steinen sind erhalten. Obwohl sie wesentlich kleiner sind, verbinden sich die Form und Ausrichtung des Kreises mit den nahe gelegenen Zwölf Aposteln und den anderen großen Ovalen in Dumfriesshire. 
Die kleinsten Steine liegen bündig mit dem Boden, während die beiden größten stehen und 0,9 bzw. 0,6 m hoch sind. Der zweite Stein mit einem Umfang von etwa 3,0 m liegt westlich von den beiden, die dicht beieinander stehen. Er trägt ein sehr kleines, möglicherweise künstliches Schälchen. Die meisten Steine weisen natürliche Eintiefungen auf, aber keine Schälchen. Der Kreis von etwa 23,0 m Durchmesser ist meist von dichtem Adlerfarn bedeckt.